# Sancha Díaz de Frías

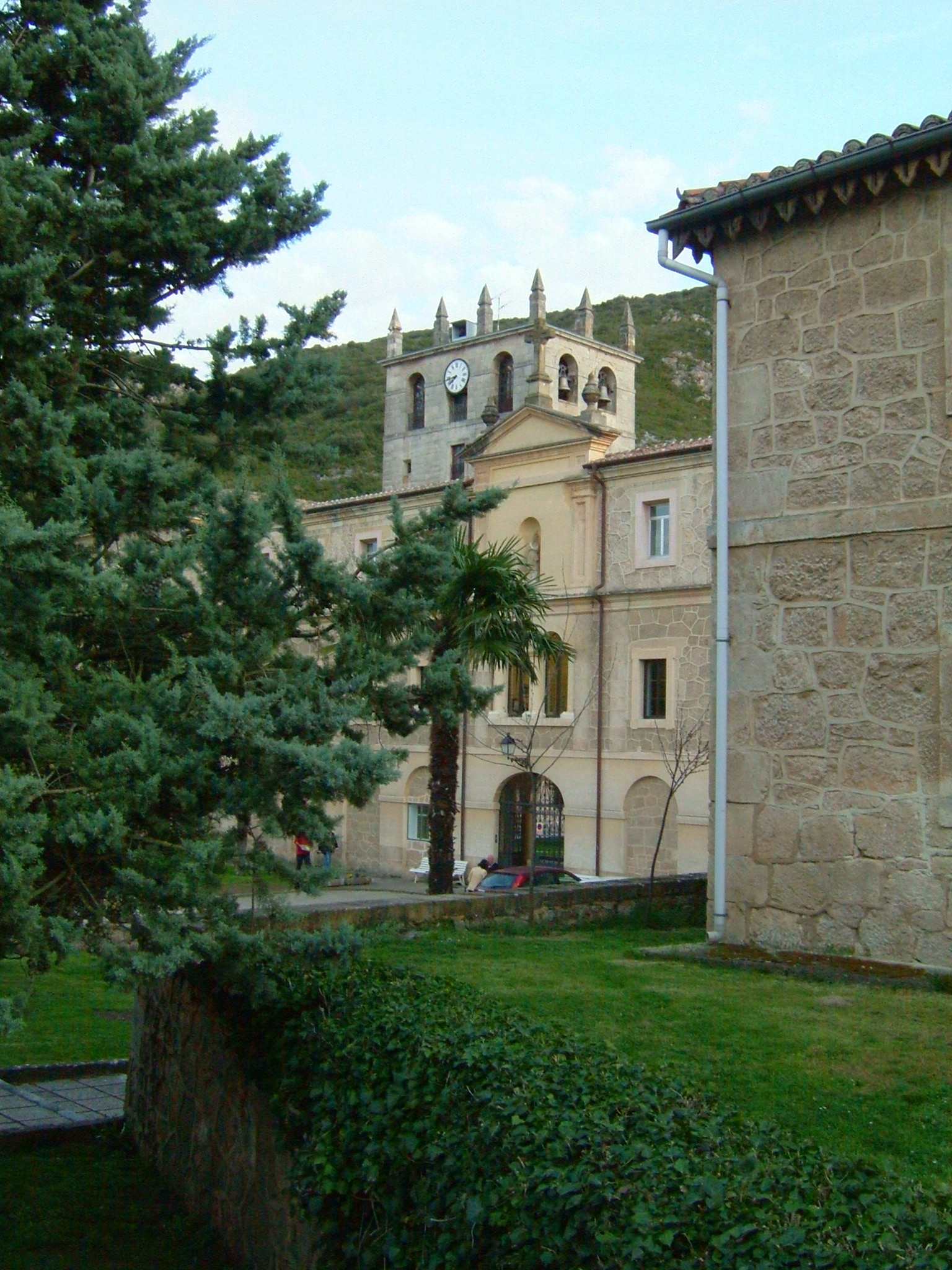
Fachada principal del Monasterio de Santa María de Bujedo fundado por Sancha Díaz de Frías.

Sancha Díaz de Frías (m. después de 1196), una noble que vivió en el siglo xii, fue la fundadora del Monasterio de Santa María de Bujedo.

## Relaciones familiares
Su filiación ha sido objeto de debate entre los historiadores. Para algunos, fue hija de Diego López I de Haro, señor de Vizcaya. Sin embargo, según el historiador Gregorio Balparda de las Herrerías y la documentación del monasterio de Santa María de Bujedo, Sancha era nieta de Álvar Díaz de Oca y, de acuerdo con esta genealogía, sería hija de Diego Sánchez de Ayala y Enderquina Álvarez, quien fue hija del mencionado Álvar Díaz de Oca. En este caso, sería hermana de Toda Díaz, la esposa de Gutierre Fernández de Castro, hijo de Fernando García de Hita, con quien aparece en el monasterio de San Cristóbal de Ibias en octubre de 1160 en una donación al cenobio de sus heredades en Mijaradas y en Hormazas. 
Las discrepancias en cuanto a su filiación pueden deberse a la existencia de otra Sancha Díaz, también conocida como Sáncha de Frías, fallecida después de 1121, que contrajo matrimonio con Lope Sánchez, muerto en la batalla de Uclés, sobrino de Lope Íñiguez como hijo de Sancho Iñíguez, quien, a su vez, era hijo de Íñigo López, señor de Vizcaya. En 1121, esta Sancha de Frías, declarándose viuda de Lope Sánchez, señor de Llodio, donó una parte de su herencia en Paternina a favor del monasterio de San Salvador de Oña. Sus hijos Lope, Íñigo, Sancho y Urraca López confirman la donación.

## Legado
La principal herencia al patrimonio artístico español que documenta su legado es el Monasterio de Santa María de Bujedo, a las afueras de la ciudad de Miranda de Ebro, que ella fundó en el año 1162.